# Vineh al Bulgariei
Vineh (bulgară: Княз Винех), (n.  ? – d. 762 d.Hr.) a fost conducătorul Primului Imperiu Bulgar între 754/756 și 762. Conform Listei numelelor conducătorilor bulgari (un scurt manuscris ce conține numele conducătorilor bulgari timpurii), Vineh aparținea clanului Uokil.
Vineh a urcat pe tronul bulgar după înfrângerea predecesorului său, Kormisoș, în fața împăratului bizantin, Constantin al V-lea. În 756, Constantin al V-lea a pornit o campanie împotriva Bulgariei pe uscat și pe mare, și a învins armata bulgară condusă de Vineh la Marcellae (Karnobat). Vineh învins s-a angajat să-și trimită copiii săi ca ostatici la Constantinopol. În 759, Constantin al V-lea a invadat Bulgaria, din nou, dar de data aceasta armata lui a fost înfrântă într-o ambuscadă în timp ce trecea Stara Planina (Bătălia din pasul Rișki). Vineh a încercat după ce această victorie să închidă pace. Acest lucru i-a adus opoziția nobilimii bulgare, care l-au ucis alături de familia sa.